# Agrotis semiconfluens
Agrotis semiconfluens är en fjärilsart som beskrevs av Barend J. Lempke 1939. Agrotis semiconfluens ingår i släktet Agrotis och familjen nattflyn. Inga underarter finns listade i Catalogue of Life.